# 601 هـ
601 هـ هي سنة في التقويم الهجري امتدت مقابلةً في التقويم الميلادي بين سنتي 1204 و1205.

## مواليد
- أبو البقاء الرندي
- ابن المجاور
- أبو الحسين ابن الجزار